# Ciuf de câmp
Ciuful de câmp (Asio flammeus) este o specie de pasăre din genul bufniței (Asio) din familia bufnițelor Strigidae. Bufnițele din genul Asio sunt numite bufnițe cu urechi, datorită ciufurilor de pene deasupra ochilor care amintesc de urechile unor mamifere. La Asio flammeus, aceste „urechi” nu se remarcă de obicei; ei le ridică doar în situații de apărare. Arealul speciei cuprinde suprafețe deschise, cu verdeață. Cuvântul flammeus se traduce din latină ca „arzător”, „de culoarea focului”.

## Descriere
Ciuful de câmp este o bufniță de mărimi medii, cu o lungime de 34–43 cm și o greutate de 206–475 g. Are ochi mari, un cap relativ mare, gât scurt și aripi lungi. Ciocul este scurt, negru și în formă de cârlig. Penele sunt de culoare închisă, aranjate pestriț. Pieptul este brăzdat. Zborul este nelinear, din cauza bătăilor de aripi lipsite de ritm, care îl fac să pară un liliac în zbor. Anvergura aripilor variază între 85 și 110 cm. Femelele sunt un pic mai mari decât masculii. Ochii galben-portocalii sunt înconjurați de inele negre, cu efect de rimel, iar două „discuri” deschise la culoare învăluie ochii ca o mască de carnaval.

### Deosebiri de ciuful de pădure
Pe aproape toată suprafața arealului său, ciuful de câmp conviețuiește cu ciuful de pădure. Primul preferă spațiile deschise, pe când al doilea pădurile dese. Atunci când nu se mișcă, ciuful de câmp poate fi ușor deosebit de cel de pădure prin ciuful retras (deși ultimul își restrânge și el ciuful uneori). Culoarea irisului este galbenă la ciuful de câmp și portocalie la celălalt, iar negrul din jurul ochilor este orientat orizontal la primul și vertical la al doilea. Culoarea penelor este mai spălăcită la ciuful de câmp. Mai multe deosebiri se pot remarca în zbor:
- ciuful de câmp are o dungă deschisă la culoare pe marginea anterioară a aripii;
- petele de pe aripile acestuia sunt mai bine definite;
- dunga de pe coada ciufului de câmp este de obicei mai accentuată;
- la ciuful de câmp este brăzdat doar pieptul, în timp ce la celălalt este brăzdat și abdomenul (până la genitalii);
- aripile ciufului de câmp sunt mai lungi și mai înguste; ciuful de pădure seamănă, în această privință, cu huhurezul.[8]

## Subspecii
În 2009, Asio flammeus era categorisită în zece subspecii:
- A. f. bogotensis – Chapman, 1915: răspândită în Columbia, Ecuador și Peru de nord-vest
- A. f. domingensis – (Statius Müller, 1776): răspândită în Hispaniola
- A. f. flammeus – (Pontoppidan, 1763): subspecia principală, răspândită în America de Nord, Europa, nordul Africii și Asiei
- A. f. galapagoensis – (Gould, 1837) - populează arhipelagul Galápagos[10]
- A. f. pallidicaudus – Friedmann, 1949: răspândită în Venezuela, Guyana și Suriname
- A. f. ponapensis – Mayr, 1933: găsită pe litoralul estic al insulei Caroline
- A. f. portoricensis – Ridgway, 1882: găsită în Puerto Rico
- A. f. sandwichensis – (A. Bloxam, 1827): numită pueo, populează insulele Hawaii[11]
- A. f. sanfordi – Bangs, 1919: găsită pe insulele Falkland
- A. f. suinda – (Vieillot, 1817): întâlnită în Peru de nord și sudul Braziliei

Unele surse de specialitate delimitează și a unsprezecea subspecie:
- A. f. cubensis – Garrido, 2007: găsită în Cuba

## Areal de răspândire

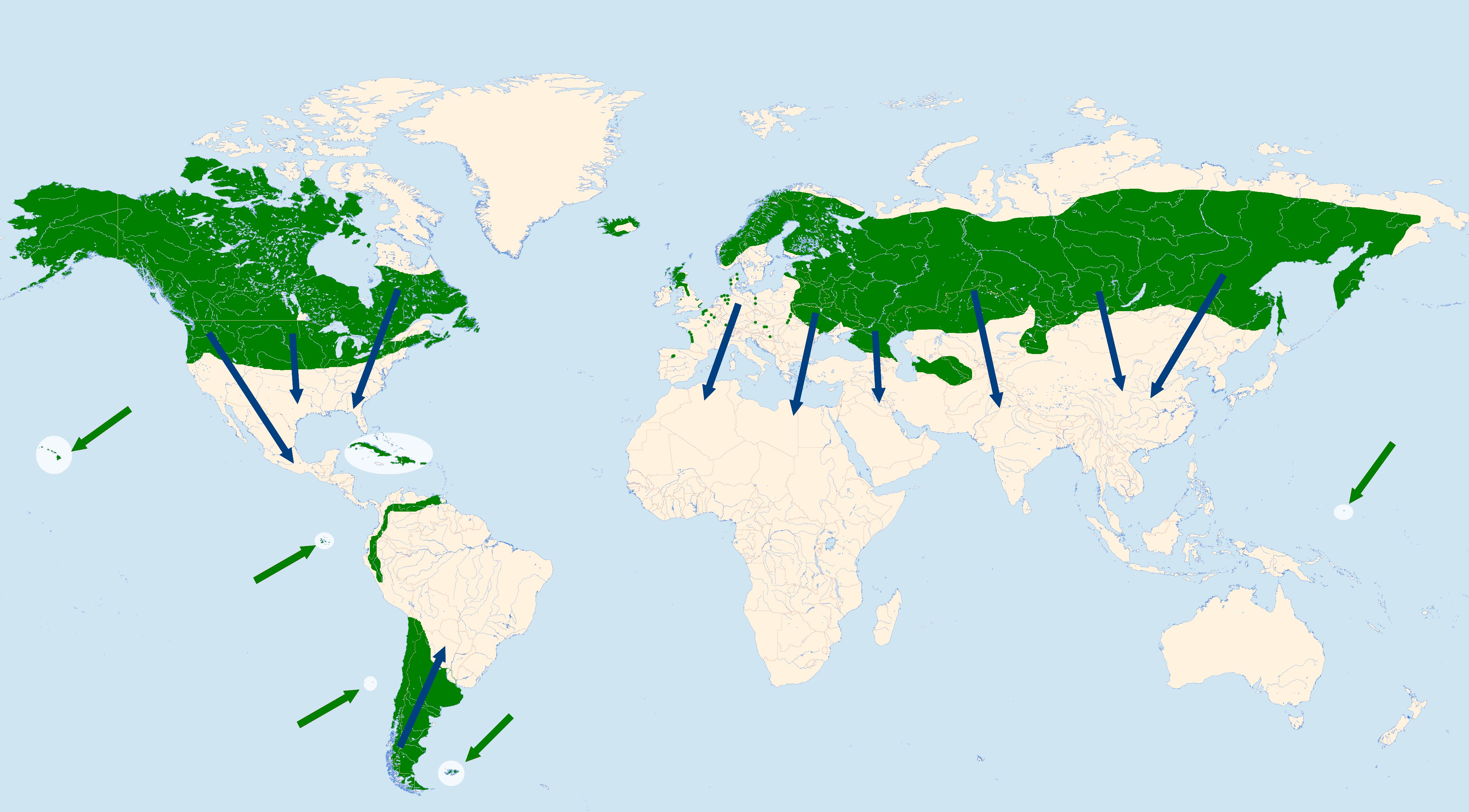
Areal de răspândire a Ciufului de câmp. Direcțiile de migrare sunt marcate prin săgeata albastră.

Ciuful de câmp este răspândit pe toate continentele în afară de Australia și Antarctida; astfel, ea este una din păsările cu cel mai extins areal. A. flammeus se reproduc în Europa, Asia, America de Nord și de Sud, Caraibe, Hawaii și Galápagos. Unii indivizi migrează, sezonier, la sud. Au loc și migrații ocazionale înspre locuri mai abundente în rozătoare.

## Comportament

### Reproducere

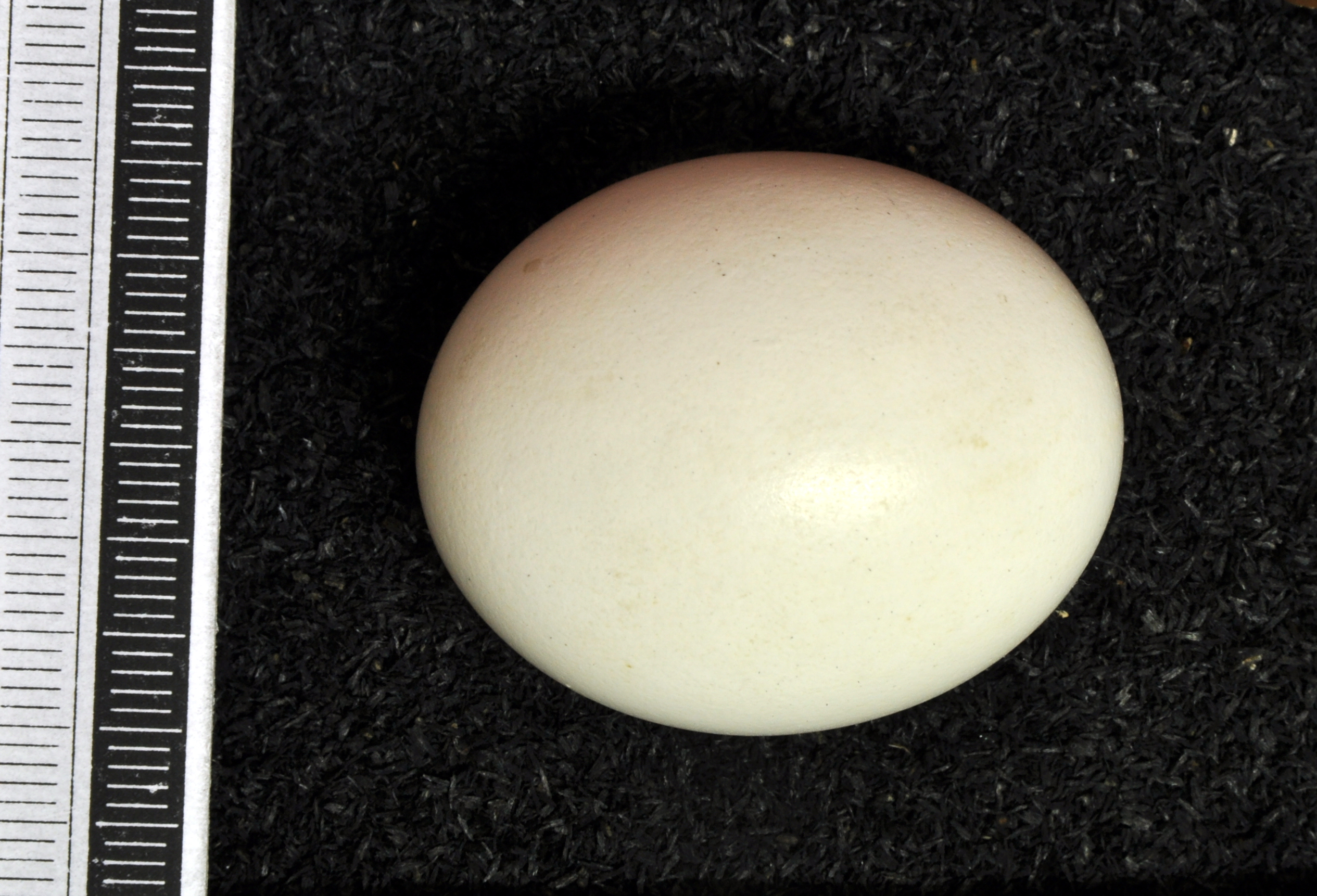
Ou din colecția muzeului Wiesbaden

Ciuful de câmp atinge maturitatea sexuală la vârsta de un an. În Europa și America de Nord sezonul de depunere a ouălelor începe la mijlocul lunii martie culminând în aprilie. În acest răstimp, păsările se pot aduna în stoluri. Pentru a cuceri femela, masculul execută acrobații complexe în zbor, aterizând în cuibul ei într-o manieră grandioasă. Atât masculii, cât și femelele sunt monogami.
Ciufii de câmp își amenajează cuiburile în spații deschise, ca preria, tundra, savana, lunca. Cuiburile propriu-zise sunt confecționate din frunze, fire de iarbă și pene. Femela depune 4–7 ouă; acest număr poate varia până la 12 ouă în anii în condiții de abundență a hranei. Clocirea are loc o dată pe an. Ouăle sunt clocite de femelă timp de 21–37 de zile. Primele pene apar la puișori puțin peste patru săptămâni după ce aceștia ies din ouă. Pentru a ține prădătorii departe de cuib, ciufii de câmp obișnuiesc să o momească prefăcându-se rănite la o distanță sigură.

### Alimentație

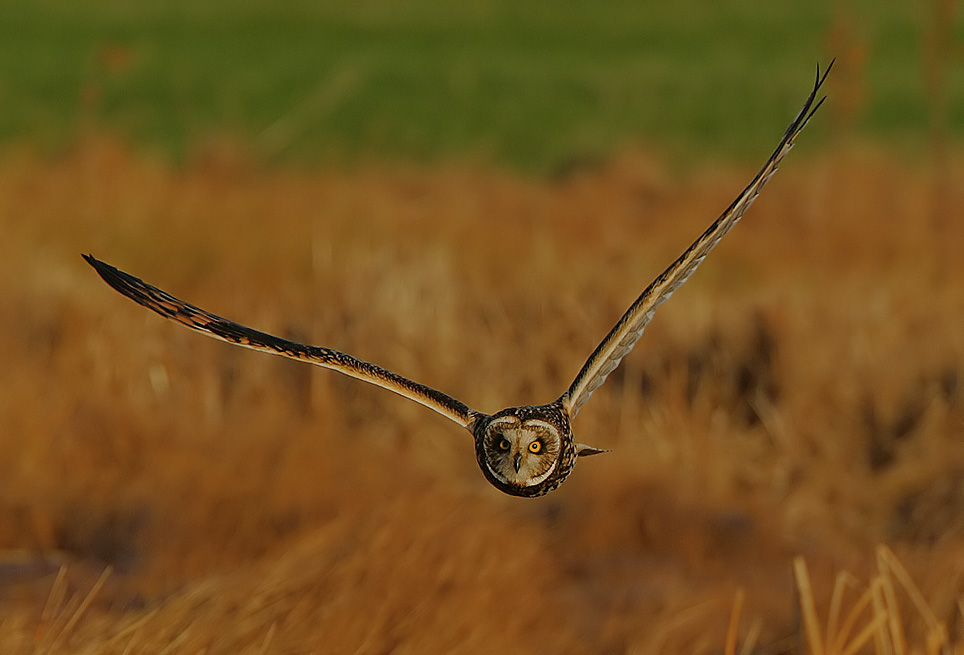
În zbor

Ciufii de câmp și puii lor se hrănesc în principal din mamifere mici, în special arvicoline. Dintre acestea, în Palearctica de vest șoarecele de câmp (Microtus arvalis), este de departe cea mai importantă pradă.  Alte specii ca șoarecele de pământ (Microtus agrestis) și diferite tipuri de lemingi, sunt, de asemenea, capturate frecvent. În Palearctica de est și în America de Nord domina, de asemenea, specii de Microtus, în Nearctic șoarecele de câmp (Microtus pennsylvanicus).
Vânătoarea are loc mai mult noaptea, dar uneori și ziua sau la răsărit, atunci când prada este mai activă. Zboară la altitudini foarte mici și atacă prada cu ghearele. Asupra aceleiași lunci sau poieni pot vâna simultan mai mulți ciufi. Prada o constituie în mare rozătoarele, dar și alte mamifere mici, precum veverițele, șobolanii, liliecii, cârtițele. Atacă și păsări mici, mai ales atunci când se află în apropierea litoralului. Pentru a completa dieta, ciuful de câmp prinde uneori și insecte, inclusiv larvele lor. In America de Nord, concurează cu eretele vânăt, care are aproximativ aceleași preferințe alimentare. Ambele specii sunt gata să intre în conflict asupra unui cadavru proaspăt.
Ciuful de câmp are un pH ridicat în stomac, de aceea nu poate digera oasele. Astfel, în excrementele dale se pot observa rămășițe nedigerate de animale.

## Sunete
Ciuful de câmp scoate sunete asemănătoare lătratului cățeilor. Apelul este prezentat atât în zbor cât și în relaxare. Țipete mai ascuțite pot fi auzite în sezonul împerecherii. În timpul iernii, pasărea este, în general, liniștită.

## Stare de conservare
Deși populația se află în declin, specia nu este amenințată de dispariție, conform IUCN Red List, fiind marcată cu stare de conservare „fără risc” (engleză least concern).

### Identificare
- Davis, A.H.; Prytherch, R.J. (1976). „Field identification of Long-eared and Short-eared Owls”. British Birds. 69: 281–287.
- Kemp, J.B. (1982). „Field identification of Long-eared and Short-eared Owls”. British Birds. 75 (5): 227.
- Robertson, Iain S. (1982). „Field identification of Long-eared and Short-eared Owls”. British Birds. 75 (5): 227–229.
- Kemp, J.B. (1982). „Tail-lengths of Long-eared and Short-eared Owls”. British Birds. 75 (5): 230.